# محمد سیسه
محمد سیسه (انگلیسی: Mohamed Cissé؛ زادهٔ ۱۰ فوریهٔ ۱۹۸۲) بازیکن فوتبال اهل گینه بود.
از باشگاه‌هایی که در آن بازی کرده است می‌توان به باشگاه فوتبال رویال آنتورپ، باشگاه فوتبال بورسااسپور، و باشگاه فوتبال مشلان اشاره کرد.
وی همچنین در تیم ملی فوتبال گینه بازی کرده است.